# Kanton Vanves
Kanton Vanves (fr. Canton de Vanves) je francouzský kanton v departementu Hauts-de-Seine v regionu Île-de-France. Tvoří ho pouze město Vanves.